# 伊顿镇威斯超市枪击案
2017年6月8日凌晨，美国宾夕法尼亚州伊顿镇的一家威斯超市（Weis Market）的员工正在为晚上闭店进行补货和收尾工作。在临近凌晨一点时，24岁的兰迪·斯特尔（Randy Stair）封锁了超市出口，在射杀三名同事后开枪自尽。

## 行凶者
兰迪·斯特尔，自称“安德鲁·布雷兹”（Andrew Blaze），出生于1992年9月17日，是该起杀人事件的唯一行凶者。截至案发，他在威斯超市工作了七年。
在实施枪击案前，他留下了大量的视频记录和日记，记录了枪击前的种种细节，其中大部分被他上传到网络论坛和社交媒体账号。在这些文字和视频中，他表达了自杀意愿，讲述了导致他抑郁的生活不幸，透露了他对20岁后生活的恐惧，并提及了自己的异装癖以及对性别认同的困惑。他还详细阐述了实施枪击案的计划，并表示他相信这些谋杀可以使他“穿越”到一个他幻想的动画世界。此外，斯特尔对多起大规模枪击案表现出极大兴趣，尤其是校园枪击案，最为痴迷的是哥伦拜恩校园事件及其实施者埃里克·哈里斯（Eric Harris）和迪伦·克莱博尔德（Dylan Klebold）。他在文章中称这两名枪手为“英雄”，称哈里斯是他最崇拜的人，并表示希望能与他们见面。
从2007年起，斯特尔就在YouTube上运营自己的频道“先锋制造”（PioneersProductions），内容主要是一些短剧和与其他创作者的合作。然而，到2014年，他宣布将改变内容方向，其中提到自己前一年的生活中发生了许多不幸。他创作了一部名为《艾梅伯的幽灵小队》（Ember's Ghost Squad，简称EGS）的视频系列，这部作品基于尼克儿童频道动画《幻影丹尼》中的虚拟角色艾梅伯·麦克莱恩（Ember McLain）。斯特尔痴迷于这个角色，并在早期的网络日记中写道“这个角色希望他去杀人”。
2017年6月7日晚，在实施枪击案的数小时前，斯特尔上传了一段名为《韦斯特伯勒高中大屠杀》（The Westborough High Massacre）的最终视频。在这段视频中，他通过序言愤怒地表达了对《幻影丹尼》创作团队的仇恨。随后，视频中出现了一段粗糙的动画，展示他与EGS中的一个角色在虚拟高中里屠杀学生的情景。视频以他以往视频的剪辑片段作为结尾，用以解释枪击案的动机。斯特尔还管理着9个基于其虚拟角色的推特账号，并在上面发布他在MediaFire上传的日记和视频的链接。他与父母同住在宾夕法尼亚州达拉斯镇，且一直生活在宾夕法尼亚州。

## 枪击过程
斯特尔于2017年6月7日晚11点左右到达位于宾夕法尼亚州伊顿镇的威斯超市，开始他的深夜班，此时正值闭店时间。他先来到超市的员工区，封锁了位于店铺后方的紧急出口。随后，他像往常一样继续完成补货和清洁工作。凌晨12点10分，他通过推特账号发送了多个文件和视频的链接，这些文件被命名为“日记”、“自杀录音带”和“数字组件”。
接着，斯特尔回到超市后方的员工区，封锁了剩余的出口，并锁上了正门的自动门。他从运动包中取出两把配有手枪握柄的泵动式霰弹枪，随后在超市内徘徊并朝三名员工开枪，分别是维多利亚·布朗（Victoria Brong）、布莱恩·海耶斯（Brian Hayes）和特里·李·斯特林（Terry Lee Sterling），三人当场死亡。之后，斯特尔走向另一名同事克里斯坦·纽威尔（Kristan Newell）。纽威尔当时正戴着耳机听音乐，一边整理货架，一边为商品贴标签，因此没有听到枪声。 监控录像显示，斯特尔站在纽威尔身后约五秒钟，然后走向另一条过道。
接下来，斯特尔向超市内的玻璃及其他货物开枪，还射击了多个便携式小型丙烷罐，但未引发爆炸。此时，纽威尔通过拆除入口处的陈列物并打破玻璃门成功逃出超市，随后拨打了911报警电话。
在射击超市内物品一段时间后，斯特尔来到熟食区，再次向一批商品开枪射击。当纽威尔与警方通话时，斯特尔将霰弹枪放入自己的嘴中，从上颚开枪，自杀身亡。整个过程中共发射了59发子弹。斯特尔使用的所有子弹均来自他携带的两把霰弹枪中的一把。斯特尔在他的第五份“自杀录音带”中曾表示，第二把霰弹枪只是备用，以防第一把“卡壳或失灵，且自己无法修复”。

## 受害者
- 维多利亚·布朗，25岁，标签管理助理[18]
- 布莱恩·海耶斯。47岁，夜班经理，美国海军退伍军人[19]
- 特里·李·斯特林，63岁，商店助理

## 事件后续与反响
这起枪击事件并未引起当地媒体外的广泛关注，但多位宾夕法尼亚州的公众人物表达了哀悼，并谴责了枪手的行为。作为回应，这家威斯超市在事件发生后关闭，直到7月13日才重新开放。威斯超市的一位发言人表示：“我们对今早发生的事件深感悲痛。保护我们的员工、顾客及周边社区的安全是我们的首要任务。”
布莱恩·海耶斯的嫂子贝基·海耶斯（Becki Hayes）发起了一项GoFundMe募款活动，以支付相关的紧急费用。此事件也在南希·格蕾斯（Nancy Grace）的播客节目《与南希·格蕾斯的犯罪故事》中被讨论。

### 店铺重开与社会反响
2017年6月14日，威斯超市宣布该店将重新开业。 原有的外立面保持不变，但内部空间经过彻底翻新，采用了全新的布局设计。2017年7月13日，超市正式重新营业。
不少当地居民对威斯超市未选择搬迁表示疑问。在接受WNEP采访时，有人表示，由于该店发生过如此悲剧，他们不会再进入这家超市。然而，也有社区成员支持这家连锁超市的决定。一位居民表示，如果超市搬迁，就正中枪手下怀。他解释道：“制造这场悲剧的恶人肯定希望他们搬走，他希望人们因为这件事而感到害怕，不敢再来这家店。”